# Igor Vassilievitch Sledzevsky
 (février 2024).
La mise en forme du texte ne suit pas les recommandations de Wikipédia : il faut le « wikifier ».
Les points d'amélioration suivants sont les cas les plus fréquents. Le détail des points à revoir est peut-être précisé sur la page de discussion.
- Les titres sont pré-formatés par le logiciel. Ils ne sont ni en capitales, ni en gras.
- Le texte ne doit pas être écrit en capitales (les noms de famille non plus), ni en gras, ni en italique, ni en « petit »…
- Le gras n'est utilisé que pour surligner le titre de l'article dans l'introduction, une seule fois.
- L'italique est rarement utilisé : mots en langue étrangère, titres d'œuvres, noms de bateaux, etc.
- Les citations ne sont pas en italique mais en corps de texte normal. Elles sont entourées par des guillemets français : « et ».
- Les listes à puces sont à éviter, des paragraphes rédigés étant largement préférés. Les tableaux sont à réserver à la présentation de données structurées (résultats, etc.).
- Les appels de note de bas de page (petits chiffres en exposant, introduits par l'outil «  Source ») sont à placer entre la fin de phrase et le point final[comme ça].
- Les liens internes (vers d'autres articles de Wikipédia) sont à choisir avec parcimonie. Créez des liens vers des articles approfondissant le sujet. Les termes génériques sans rapport avec le sujet sont à éviter, ainsi que les répétitions de liens vers un même terme.
- Les liens externes sont à placer uniquement dans une section « Liens externes », à la fin de l'article. Ces liens sont à choisir avec parcimonie suivant les règles définies. Si un lien sert de source à l'article, son insertion dans le texte est à faire par les notes de bas de page.
- La présentation des références doit suivre les conventions bibliographiques. Il est recommandé d'utiliser les modèles {{Ouvrage}}, {{Chapitre}}, {{Article}}, {{Lien web}} et/ou {{Bibliographie}}. Le mode d'édition visuel peut mettre en forme automatiquement les références.
- Insérer une infobox (cadre d'informations à droite) n'est pas obligatoire pour parachever la mise en page.

Pour une aide détaillée, merci de consulter Aide:Wikification.
Si vous pensez que ces points ont été résolus, vous pouvez retirer ce bandeau et améliorer la mise en forme d'un autre article.
 (février 2024).
Igor Vassilievitch Sledzevski, né le 17 novembre 1940 à Moscou, est un historien soviétique et russe, spécialiste de l’histoire sociale de l’Afrique et de la théorie des civilisations. Docteur en Sciences Historiques. Directeur du Centre d’études civilisationnelles et régionales de l’Institut d’études africaines de l’Académie des sciences de Russie. Vice-président du Conseil scientifique des études africaines au Département des problèmes mondiaux et des relations internationales de l’Académie des sciences de Russie. Membre du comité de rédaction du magazine Vostok. Il est l’auteur d’un certain nombre d’ouvrages sur la philosophie de l’histoire.

## Biographie
Né dans une famille militaire. Son père est Igor Vassilievitch Sledzevsky, de l'armée soviétique, participant à la guerre civile russe et au Front de l'Est pendant la Seconde Guerre  Mondiale. Sa mère -==est Sledzevskaya Tatyana Vasilievna.
En 1963, il est diplômé de la Faculté d'histoire de l'Université d'État de Moscou. M. V. Lomonossov. En 1966, il termine ses études supérieures à temps plein à l'Institut d'études africaines de l'Académie des sciences de l'URSS. En 1967, il soutient sa thèse intitulée Les  Haoussas modernes du nord du Nigeria à l’Institut d’études africaines. En 1990, il soutient sa thèse de doctorat intitulée Structures sociohistoriques de l'Afrique de l'Ouest. Problèmes de relations entre les organismes sociaux locaux et l'environnement historique à l'Institut d'études orientales de l'Académie des sciences de l'URSS.
À partir de 1967, il travaille à l'Institut d'études africaines. 1992 à 1998, il est chef du Laboratoire de Recherche Civilisationnelle à l'Institut. De 1998 à 2008, il est directeur du Centre d'études civilisationnelles et régionales de l'Académie des sciences de Russie. En 2002, il reçoit la médaille de l'Ordre du Mérite de la Patrie.
Il est marié et a un fils.

## Travaux principaux
- Les relations féodales dans le haoussa moderne du nord du Nigeria // Problèmes de l’histoire africaine. Moscou, NAUKA PUBL., 1966. — A. 151 à 172.
- Sociétés coloniales. Quelques enjeux de développement et de reproduction de la diversité // Afrique : émergence du retard et modes de développement. Moscou, NAUKA PUBL., 1974. — S. 291 à 426.
- Époque précoloniale. Paysannerie et population nomade. Seigneurs et chefs féodaux. Bourgeoisie. Soins de santé // Nigéria moderne (Manuel). — M. : NAUKA. 1974. — S. 71 — 89, 168—197, 203—208, 366—371.
- Nouveaux phénomènes et tendances dans le développement social et politique du Nigeria Relations économiques de l’Afrique avec les pays socialistes. — Vol. 2. — Budapest, 1978. — P. 50 — 57 (en co-auteur).
- Secteur traditionnel de l’économie au stade actuel de développement. Changements dans la structure de l’économie capitaliste privée. Le rôle du secteur public et sa nature socio-économique // Nigeria. Le stade actuel de développement. Moscou : NAUKA. 1980. 122 à 223.
- Syncrétisme de l’islam avec les religions traditionnelles // Les religions au XXe siècle. Religions traditionnelles et syncrétiques d’Afrique. Moscou, NAUKA PUBL., 1986. — S. 417—457 (en co-auteur).
- Propriété et pouvoir au Nigeria // Nigeria : Pouvoir et politique. Moscou, NAUKA PUBL., 1988. — S. 5 à 32.
- Sur la question de la théorie générale des pays en voie de développement // Peuples d’Asie et d’Afrique. — 1989. — N° 6. — A. 31 à 32.
- Complexes inter-structures et communautés INTER-CLASSES en Afrique // Classe Afrique : Classes de classes, communautés non-classes et progrès social. Moscou, NAUKA PUBL., 1990. — 31 à 40.
- Métathéorie mondialiste : difficultés épistémologiques » // Civilisations. Vol.5. Problèmes des études globales et de l’histoire globale. Moscou, NAUKA PUBL., 2002. — 62 à 82.
- Le développement des pays africains comme problème de connaissances théoriques // Lectures à la mémoire de D. A. Olderogge. Problèmes des transformations socio-politiques et culturelles des sociétés africaines dans les études africaines russes modernes. Actes du colloque scientifique « Afrique : sociétés, cultures, langues » (Saint-Pétersbourg, 5-6 mai 2005). Moscou : Institut d’Afrique de l’Académie des sciences de Russie, 2007. — S. 21 à 73.
- L’image de la Russie comme construction sémantique (composante sémantique du « principal différend russe ») // Sciences sociales et modernité. 2007. — N° 4. — 93 à 103 ; N° 5. — S. 103 à 113.
- Le fonctionnement des signes symboliques et linguistiques dans les cultures africaines non écrites : automatisme des comportements ou logique particulière de compréhension du monde ? Coutume. Symbole. Pouvoir. Moscou : Institut d’études africaines de l’Académie des sciences de Russie, 2010. — 121 à 154.
- Fondements civilisationnels et logiques culturelles de la transformation du monde britannique en Empire // L’Empire britannique au XXe siècle. Moscou : Institut d’histoire générale de l’Académie des sciences de Russie, 2010. — 24 à 45.

## Littérature
- Savateev A.D. Institut d'études africaines de l'Académie des sciences de Russie. M., 2005. P. 10

## Liens
- Article sur le site « Ethnographes et anthropologues domestiques. XXe siècle"